# Ханьтин
Ханьти́н (кит. упр. 寒亭, пиньинь Hántíng) — район городского подчинения городского округа Вэйфан провинции Шаньдун (КНР). Название района означает «удел Ханя»; он назван в честь Хань Чжо, узурпировавшего трон во времена династии Ся.

## История
При империи Западная Хань был создан уезд Пиншоу (平寿县), подчинённый округу Бэйхай (北海郡). При империи Северная Ци он был присоединён к уезду Сями (下密县). При империи Суй в 606 году уезд Сями был переименован в Бэйхай (北海县), который при империи Тан в 619 году был подчинён области Вэйчжоу (潍州).
При правлении чжурчжэней и монголов именно в Бэйхае размещались власти области Вэйчжоу. После образования китайской империи Мин уезд был в 1377 году переименован в Вэйсянь (潍县).
Когда во время гражданской войны коммунисты в апреле 1948 года отбили у гоминьдановцев уезд Вэйсянь, то в июне 1948 года на территории современных районов Вэйчэн и Фанцзы ими был образован Особый город Вэйфан (潍坊特别市), подчинённый напрямую коммунистическому аппарату управления провинцией Шаньдун. В декабре 1948 года был создан Специальный район Чанвэй (昌潍专区), правление которого с июля 1949 года разместилось в уезде Иду (益都县). В июне 1949 года Особый город Вэйфан был преобразован в обычный город, но по-прежнему подчинённый напрямую властям провинции. В мае 1950 года город Вэйфан был расформирован, а его территория была передана под юрисдикцию уезда Вэйсянь. В ноябре 1950 года был создан городской уезд Вэйфан, и в него перебрались органы власти Специального района Чанвэй. В 1958 году уезд Вэйсянь был присоединён к городскому уезду Вэйфан, но в октябре 1961 года был воссоздан. В 1967 году Специальный район Чанвэй был переименован в Округ Чанвэй (昌潍地区). В 1981 году Округ Чанвэй был переименован в Округ Вэйфан (潍坊地区).
В 1983 году округ Вэйфан был расформирован, а вместо него образован Городской округ Вэйфан; на месте бывших городского уезда Вэйфан и уезда Вэйсянь были образованы районы городского подчинения Вэйчэн, Фанцзы и Ханьтин. В 1994 году из частей районов Вэйчэн и Ханьтин был создан район Куйвэнь.

## Административное деление
Район делится на 7 уличных комитетов.